# Jacob van Deventer (cartograaf)

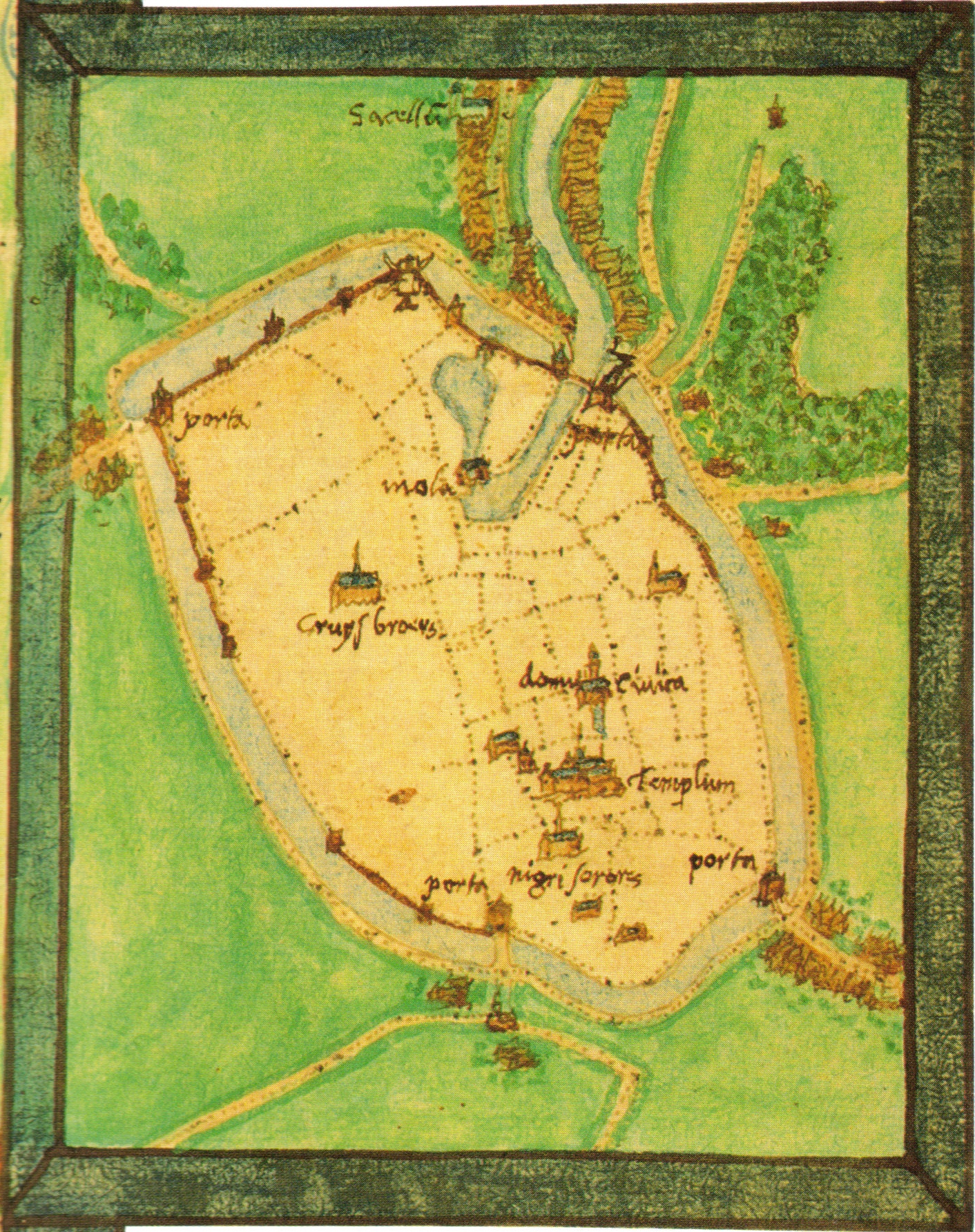
Goes, bijkaartje, 1572. Jacob van Deventer

Jacob van Deventer (Kampen, ca. 1505 - Keulen, 1575) was een Nederlandse cartograaf.

## Leven en werk
Over Jacob van Deventer zijn weinig biografische gegevens bekend. De eerste vermelding betreft zijn inschrijving op 24 april 1520 als Jacobus de Daventria aan de Leuvense universiteit. Zijn geboorte wordt daarom omstreeks 1500/1505 gedateerd. Jacob is waarschijnlijk in Kampen geboren. Zijn ongehuwde moeder zou omstreeks 1510 getrouwd zijn met een zekere Roelof, inwoner van Deventer, de stad waar Jacob dan zijn verdere jeugd doorbracht. Aangenomen wordt dat hij in Deventer studeerde aan de Latijnse School, waarna hij naar Leuven vertrok.
In Leuven ging Van Deventers belangstelling oorspronkelijk uit naar de geneeskunde en de wiskunde, maar later heroriënteerde hij zich naar de landmeetkunde en de cartografie. Dit resulteerde in 1536 in een kaart van het hertogdom Brabant, de eerste gedrukte kaart binnen de Nederlanden. Tot 1545 volgden nog kaarten van de gewesten Holland, Gelre, Friesland en Zeeland. Daarvoor maakte Van Deventer als een der eersten gebruik van driehoeksmeting. Gemma Frisius, tijd- en geestesgenoot van de cartograaf, zet de theorie van deze werkwijze in 1533 uiteen in zijn Libellus de locorum describendorum ratione.
Deze gewestkaarten vormden het begin van een indrukwekkend oeuvre van de kaartenmaker. De titel van keizerlijk geograaf die Van Deventer omstreeks 1540 kreeg, werd na de abdicatie van keizer Karel V in 1555 omgezet in die van koninklijk geograaf. 
Lang is aangenomen, dat Jacob van Deventer in 1558 van Filips II van Spanje een opdracht kreeg die zou uitgroeien tot zijn levenswerk: de kartering van alle steden van de toenmalige Nederlanden. De aanleiding voor deze opdracht zou van militair-strategische aard zijn geweest. Historisch onderzoek heeft deze aanname echter op losse schroeven gesteld.
De stadsplattegronden van Van Deventer werden niet gedrukt en raakten in de vergetelheid tot ze in de tweede helft van de 19de eeuw weer onder de aandacht kwamen. Van Deventer werkte aan zijn missie tot zijn dood in 1575. Hij deed dit vanuit zijn thuisbasis Mechelen, waarheen hij in 1542 verhuisd was. In 1572 verliet hij deze stad en week uit naar Keulen, op de vlucht voor de onzekere en onveilige situatie door de anti-Spaanse opstand binnen de Nederlanden. In vijftien jaar maakte Van Deventer zo'n 250 à 260 stadsplattegronden over een gebied dat zich uitstrekte van Friesland en Groningen tot het huidige Noord-Frankrijk, van de Noordzee tot het uiterste westen van Duitsland en het Hertogdom Luxemburg. Allemaal op een vergelijkbare schaal (circa 1:8.000), eenzelfde oriëntatie (het noordoosten boven) en met een verbluffende graad van correctheid.
Van de gekarteerde steden zijn minstens drie versies gemaakt, die echter niet allemaal bewaard zijn gebleven.
- De zogenaamde minuut is geen "kladversie", maar een "eerste versie". Gemaakt aan de hand van topografische en andere gegevens, die tijdens de veldopname werden opgetekend. Tekst in het Nederlands. Van deze minuten doken 152 plattegronden op in 1859. Zij zijn voor wat Nederland betreft grotendeels bewaard in provinciale depots. De plattegronden van België, Luxemburg, Noord-Frankrijk én de Nederlandse provincie Noord-Brabant raakten in de Koninklijke Bibliotheek van Brussel. De in Middelburg (Zeeland) bewaarde exemplaren werden vernietigd door brand in de meidagen van 1940 en zijn enkel in kopie bewaard.
- De netkaart omvat in strikte zin een hoofdkaart (vaak ook aangeduid als netkaart) en een bijkaart, naast elkaar weergegeven. De hoofdkaart is een "nette" versie van de minuut, met de tekst in het Latijn.
- De bijkaart geeft enkel de stad zelf weer, in tegenstelling tot de minuut en netkaart die ook de (ruime) omgeving van de stad geven. Op de bijkaart zijn alleen de stadsvesten en stadsgrachten, de voornaamste gebouwen en de straten weergegeven. Soms zijn de gebouwen benoemd met een Latijnse benaming.

De netkaarten zijn als atlas bewaard in de Biblioteca Nacional de España te Madrid. Een van de drie banden is evenwel verloren gegaan. Er resten nog 179 kaarten. Zo komt men in totaal aan 222 bewaarde stadsplattegronden (als minuut en/of netkaart).

## Kaarten en plattegronden

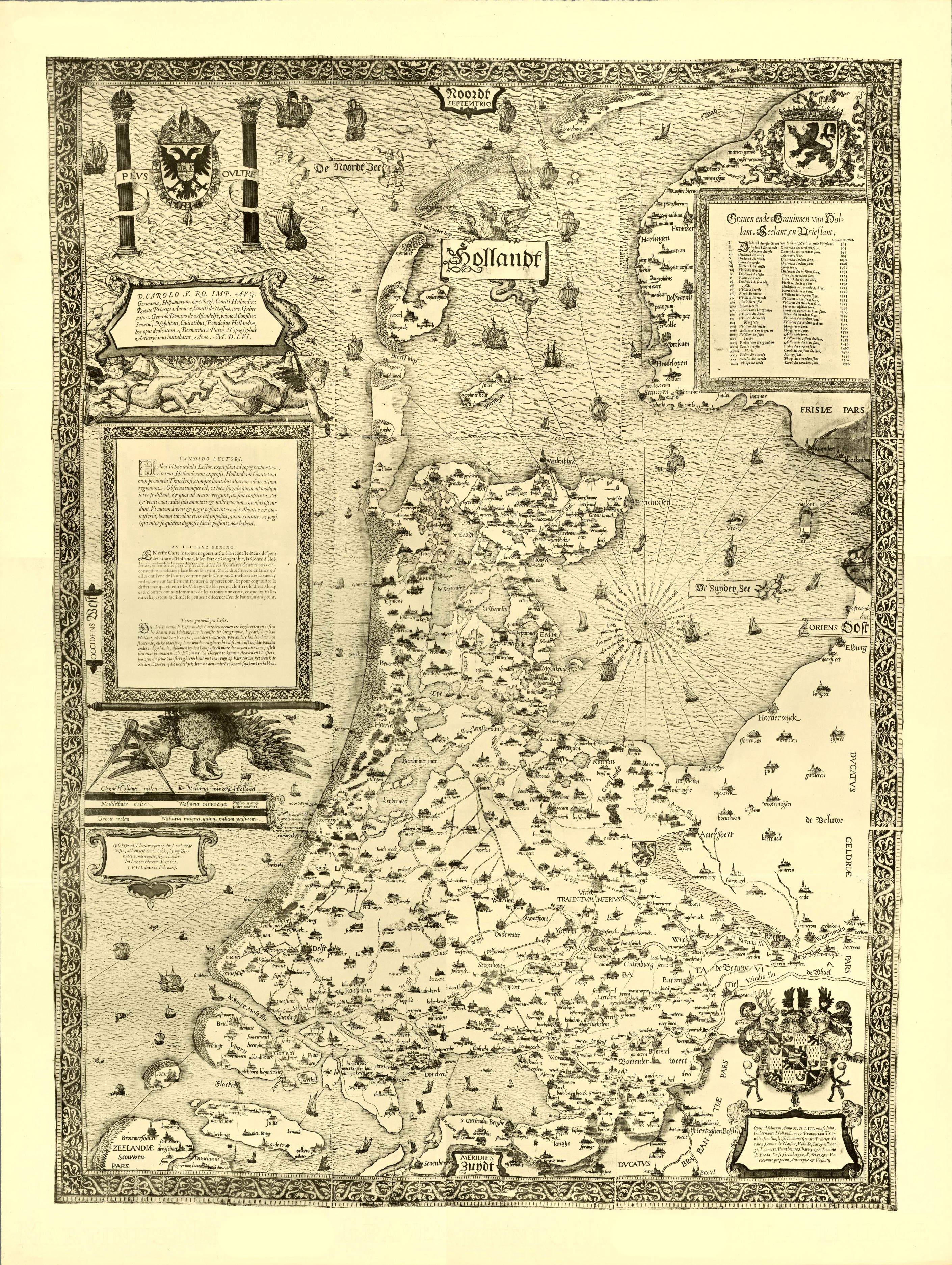
Hollandt, 1542
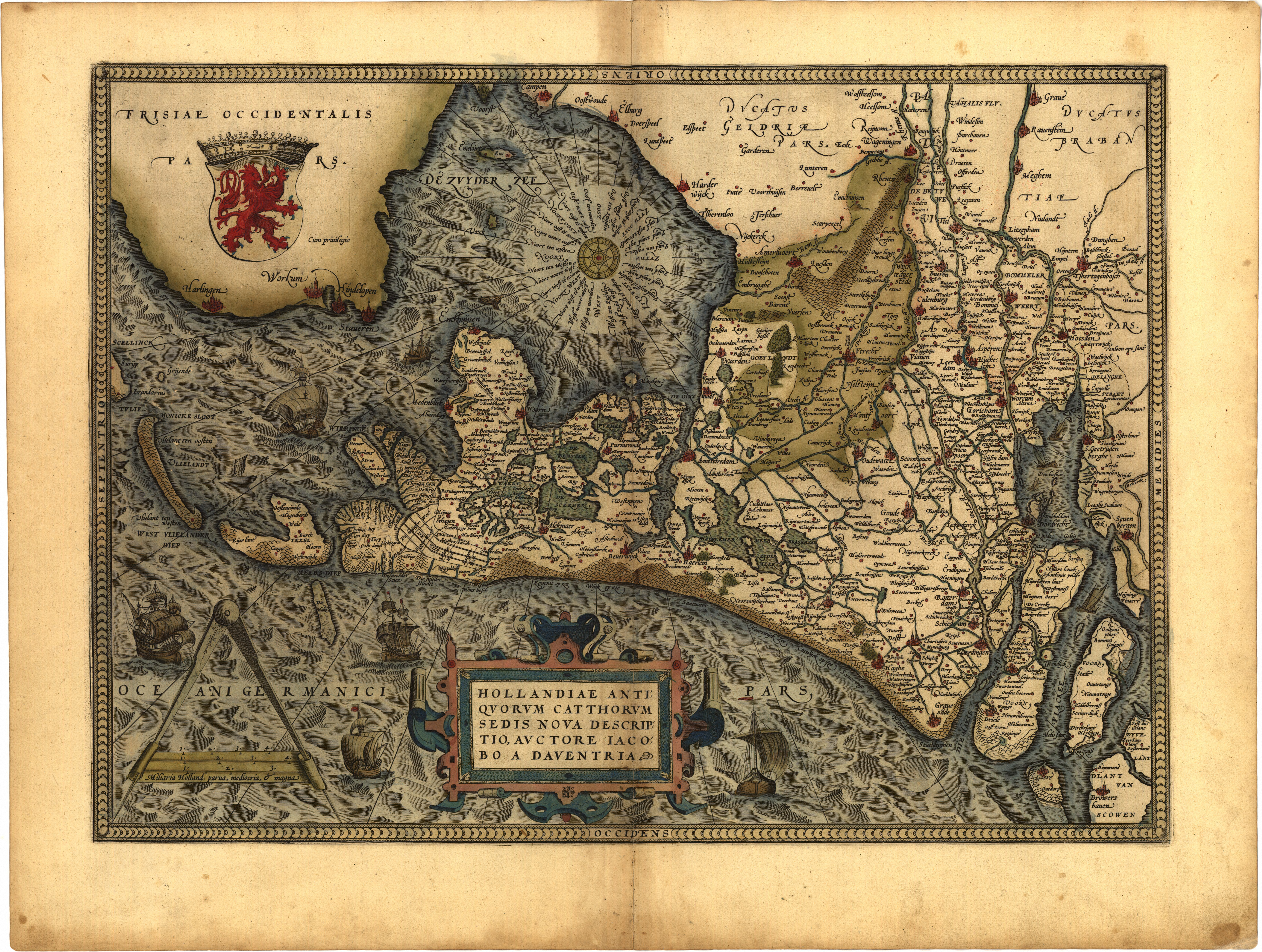
Hollandiae, 1570, Ortelius naar Van Deventer
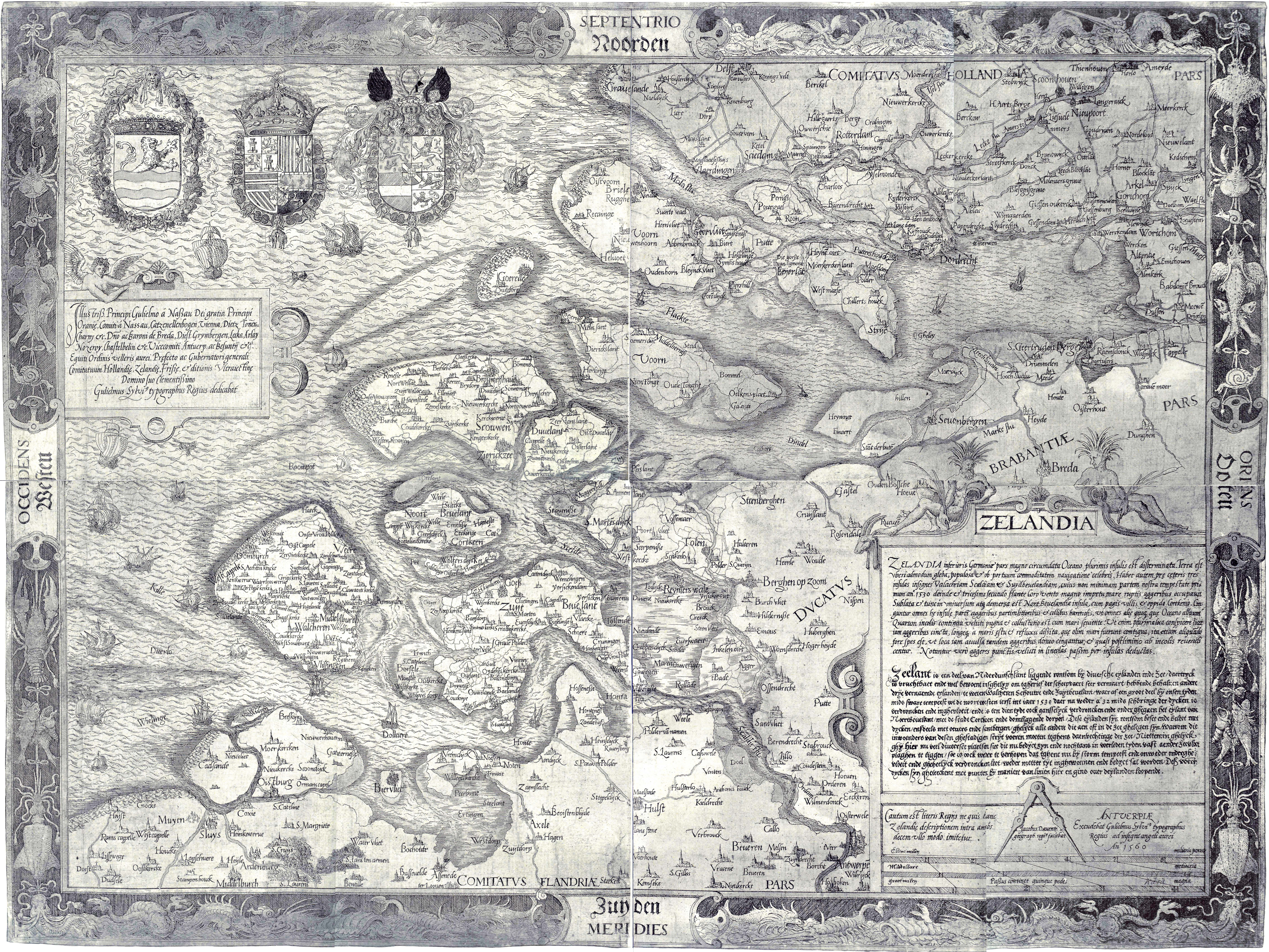
Zeeland, 1545
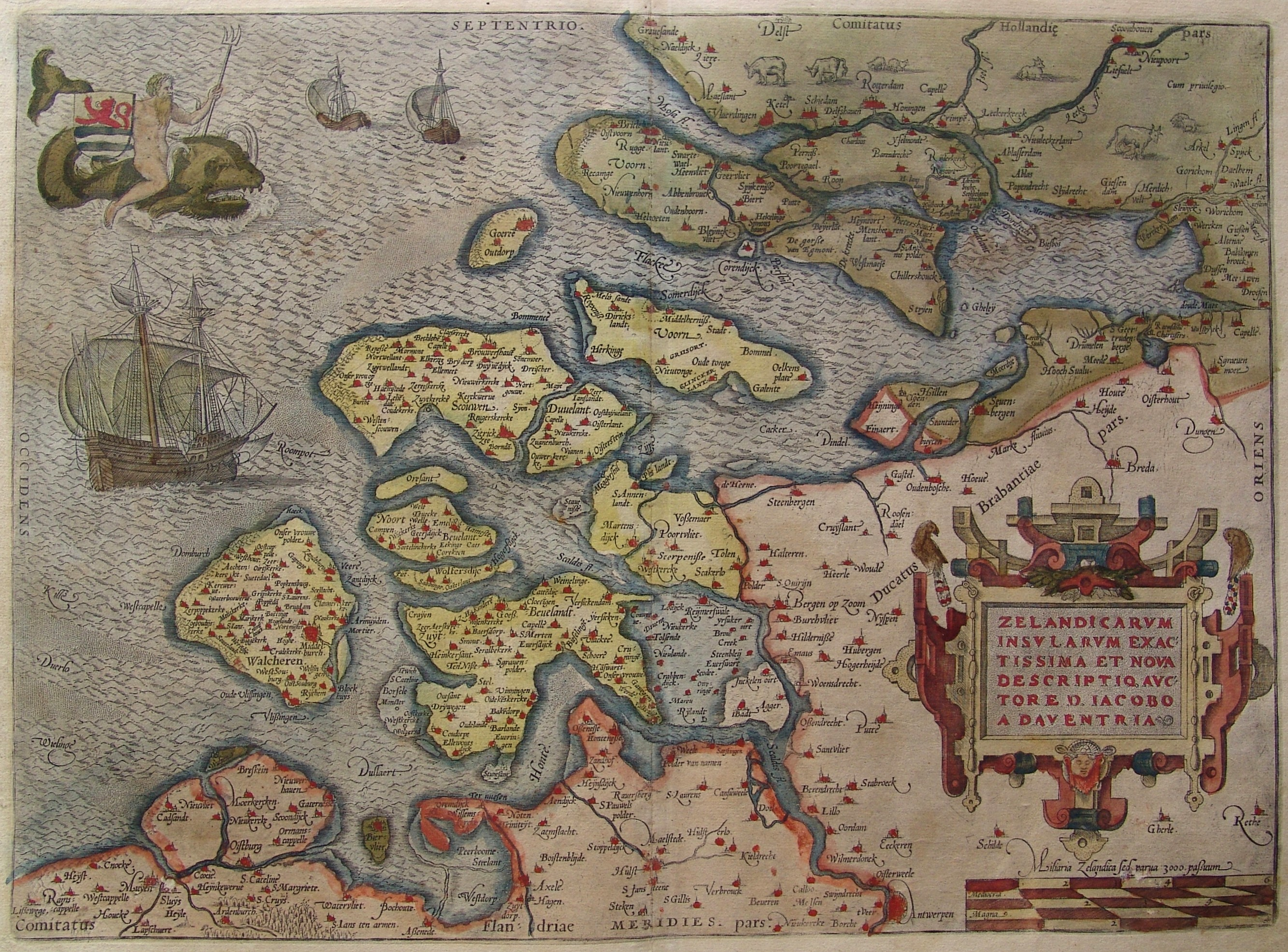
Zelandicarum, 1570, Ortelius naar Van Deventer
Friesland (1545 of eerder, fragment uitgave 1559). Facsimile uit 1941. Oorspronkelijke kaart verloren gegaan doordat troepen van het Rode Leger de kaart in de Oder gooiden in 1945.
Aarschot, 1570
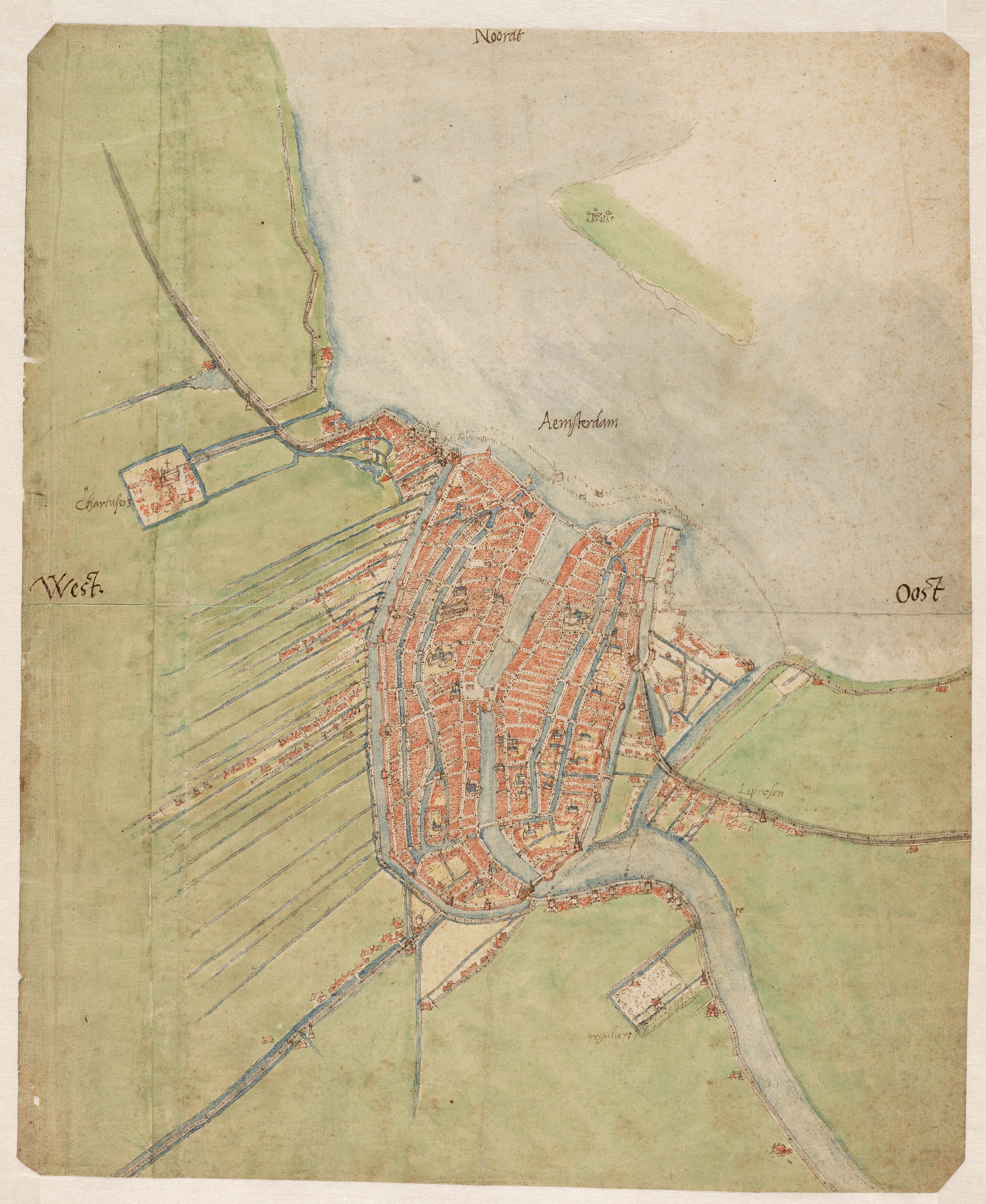
Minuutplan van Amsterdam, ca. 1560
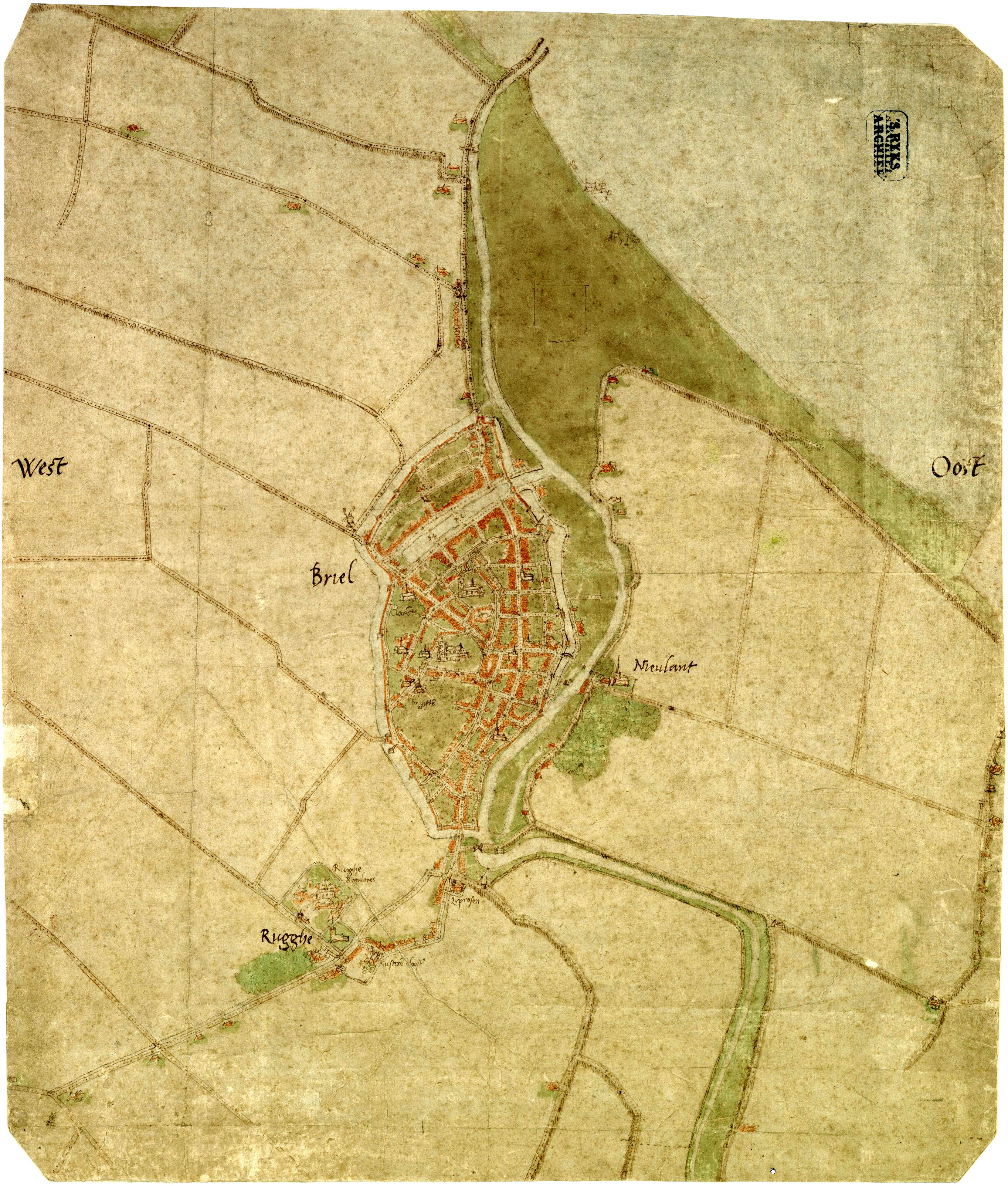
Brielle, 1559
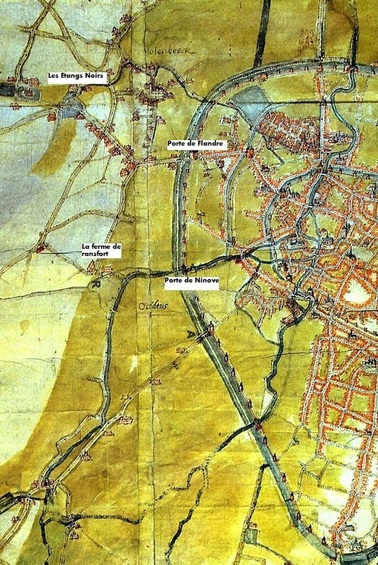
Brussel, 1550 (westelijk gedeelte)
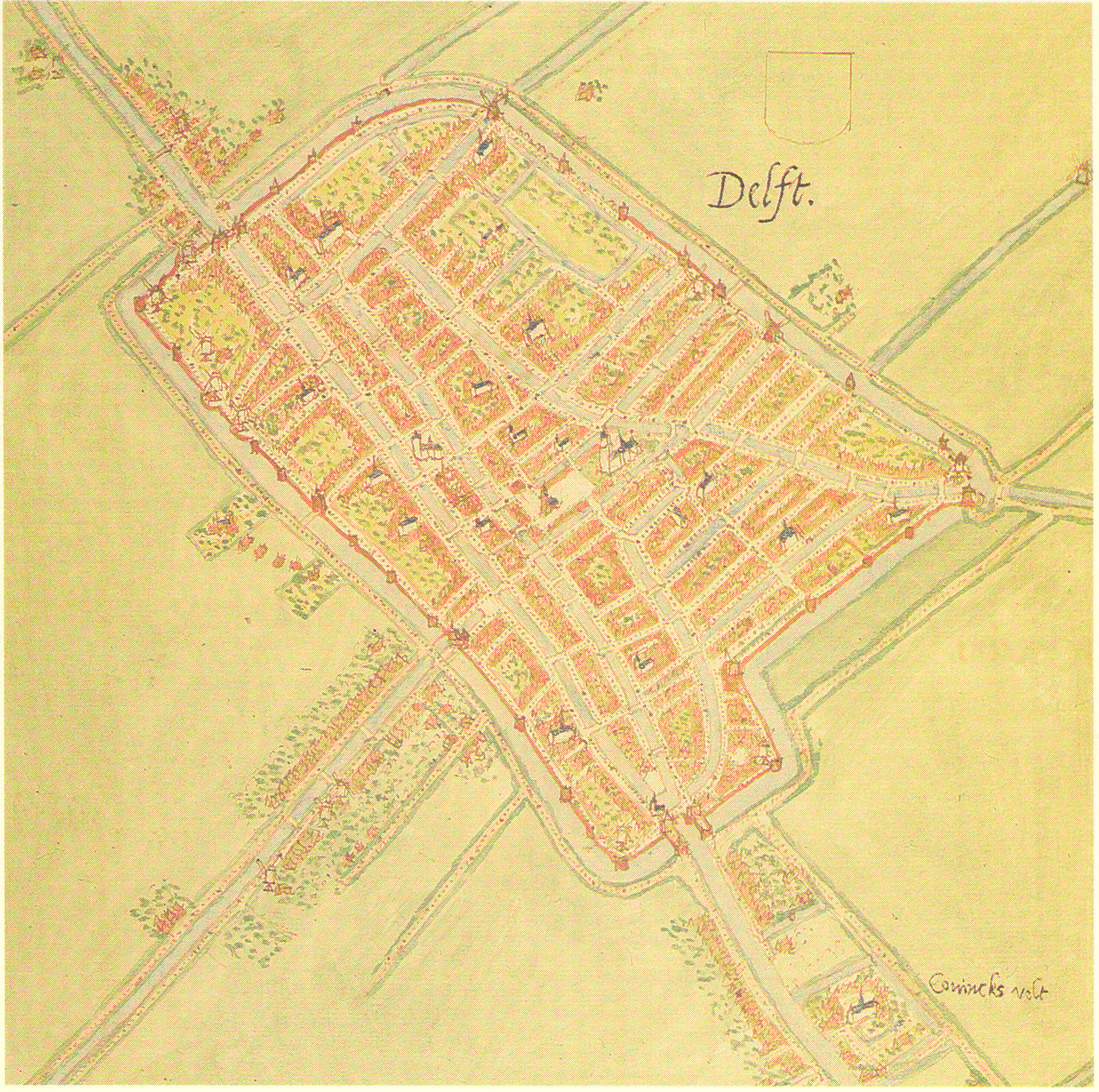
Delft, 1556
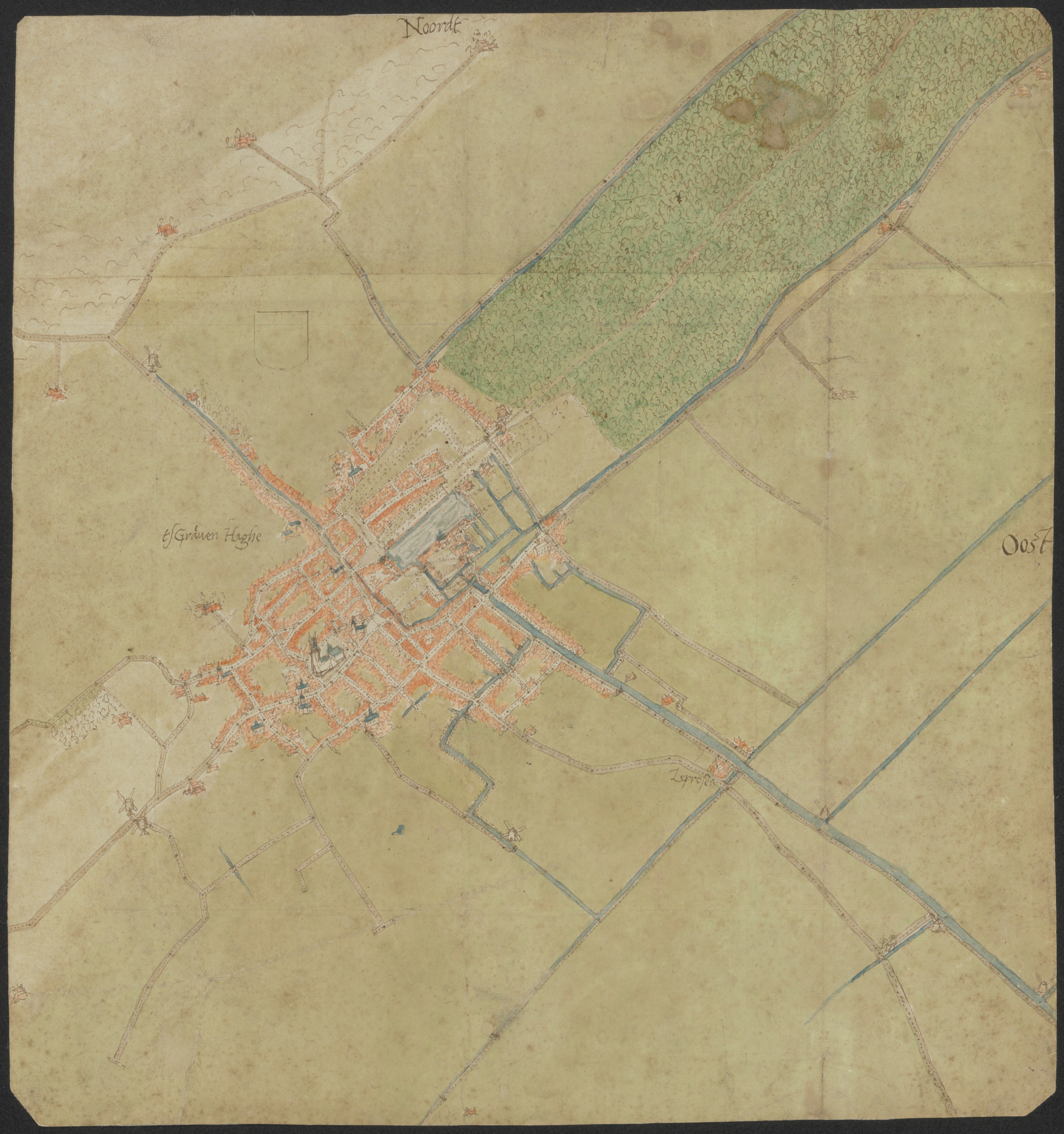
Den Haag, 1558
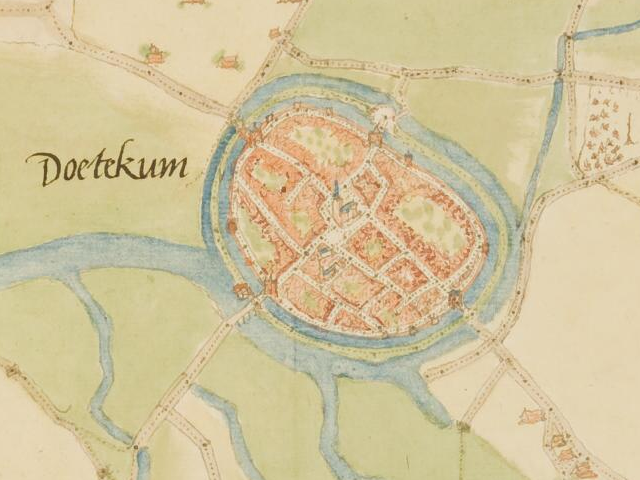
Doetinchem, tussen 1559 en 1575
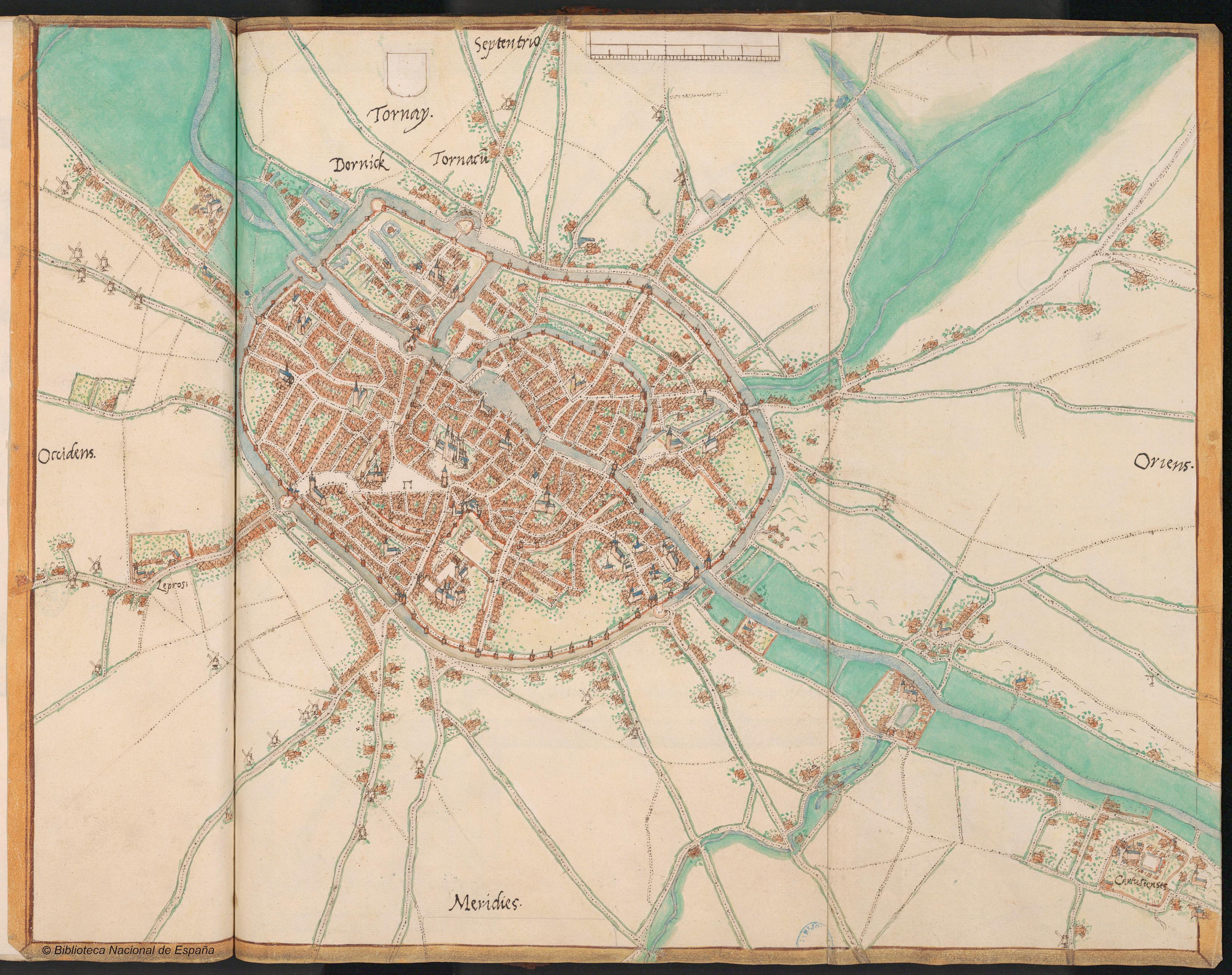
Doornik, 1545
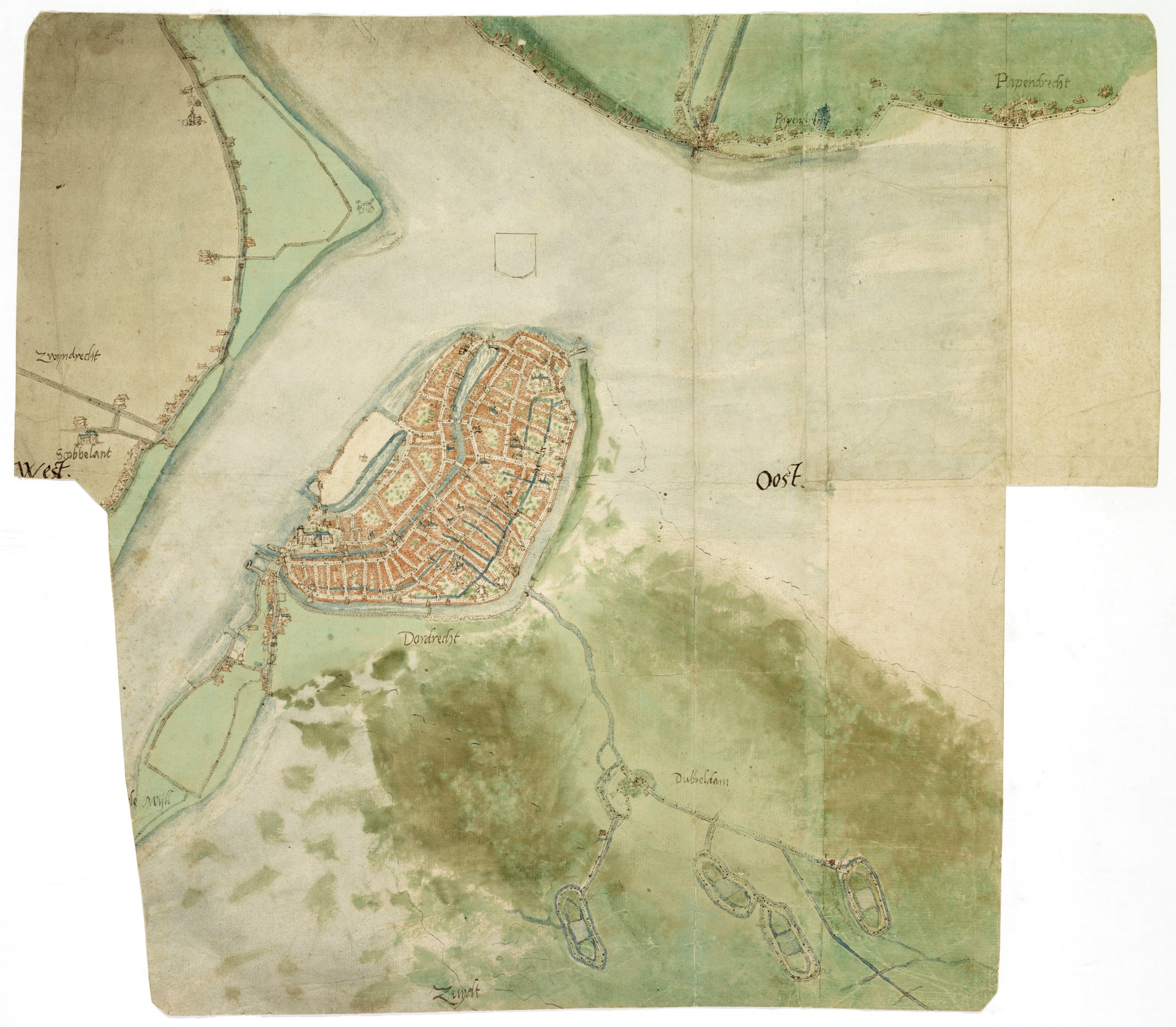
Dordrecht, 1550
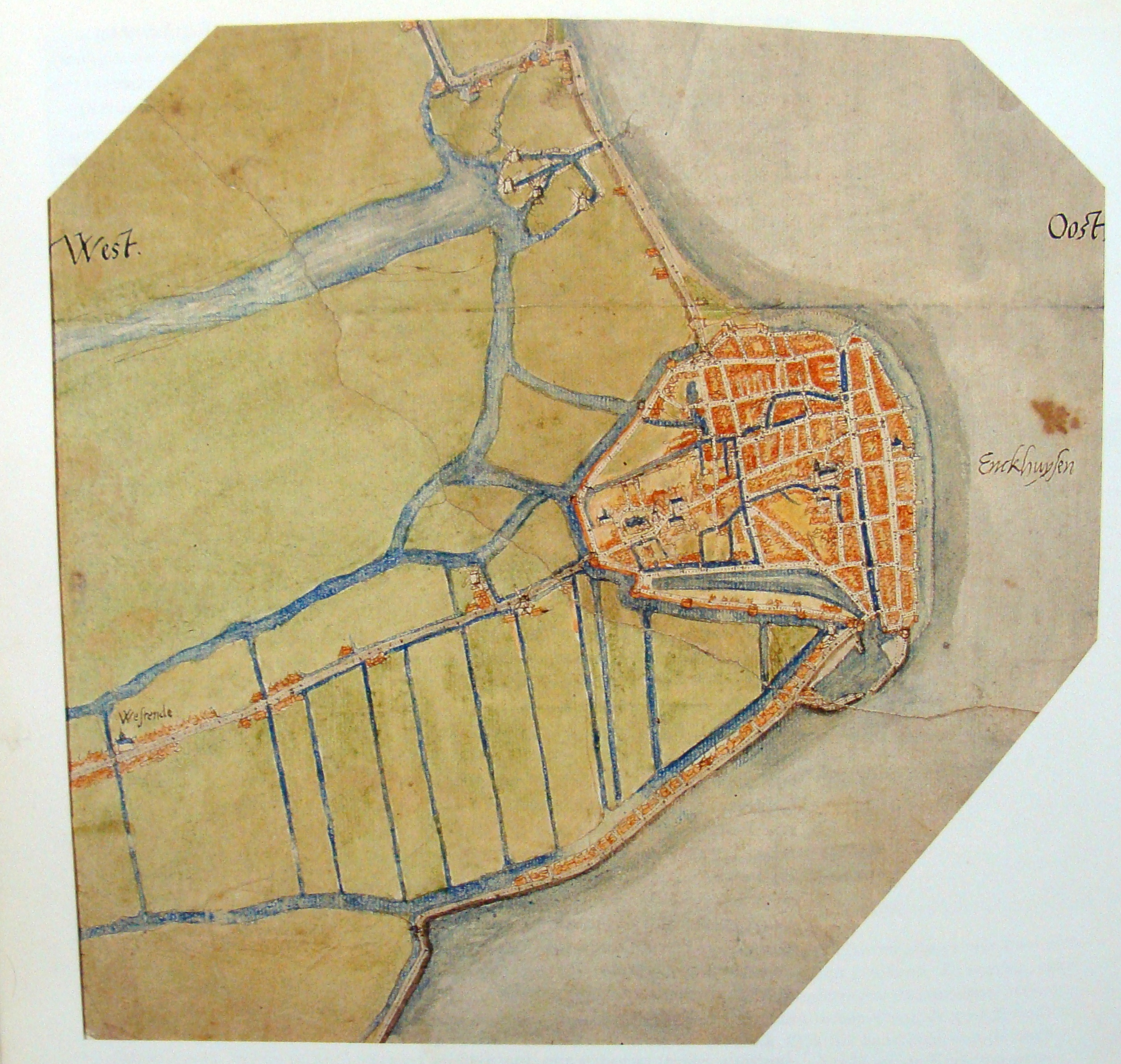
Enkhuizen, 1558-1560
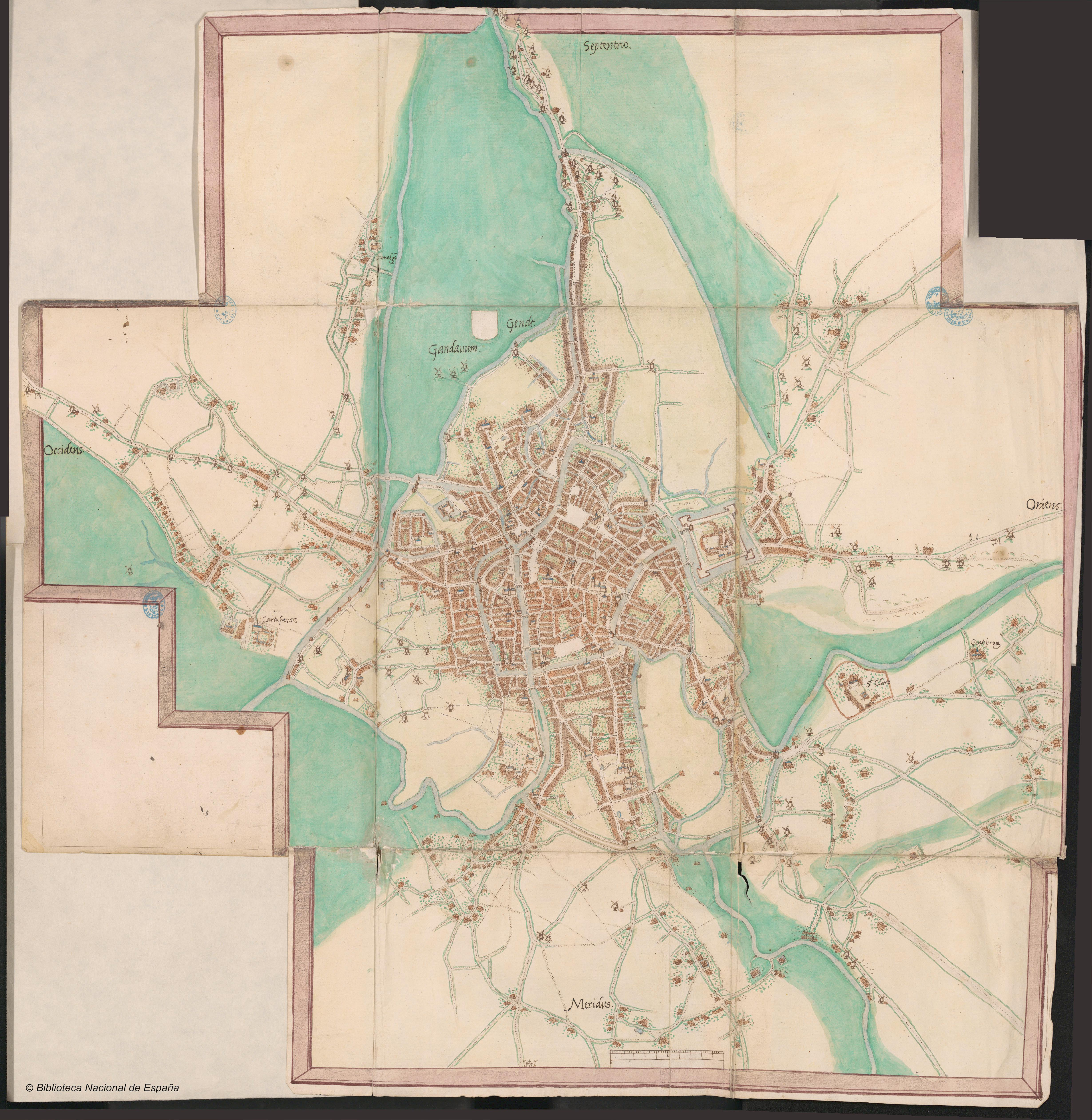
Gent, 1545
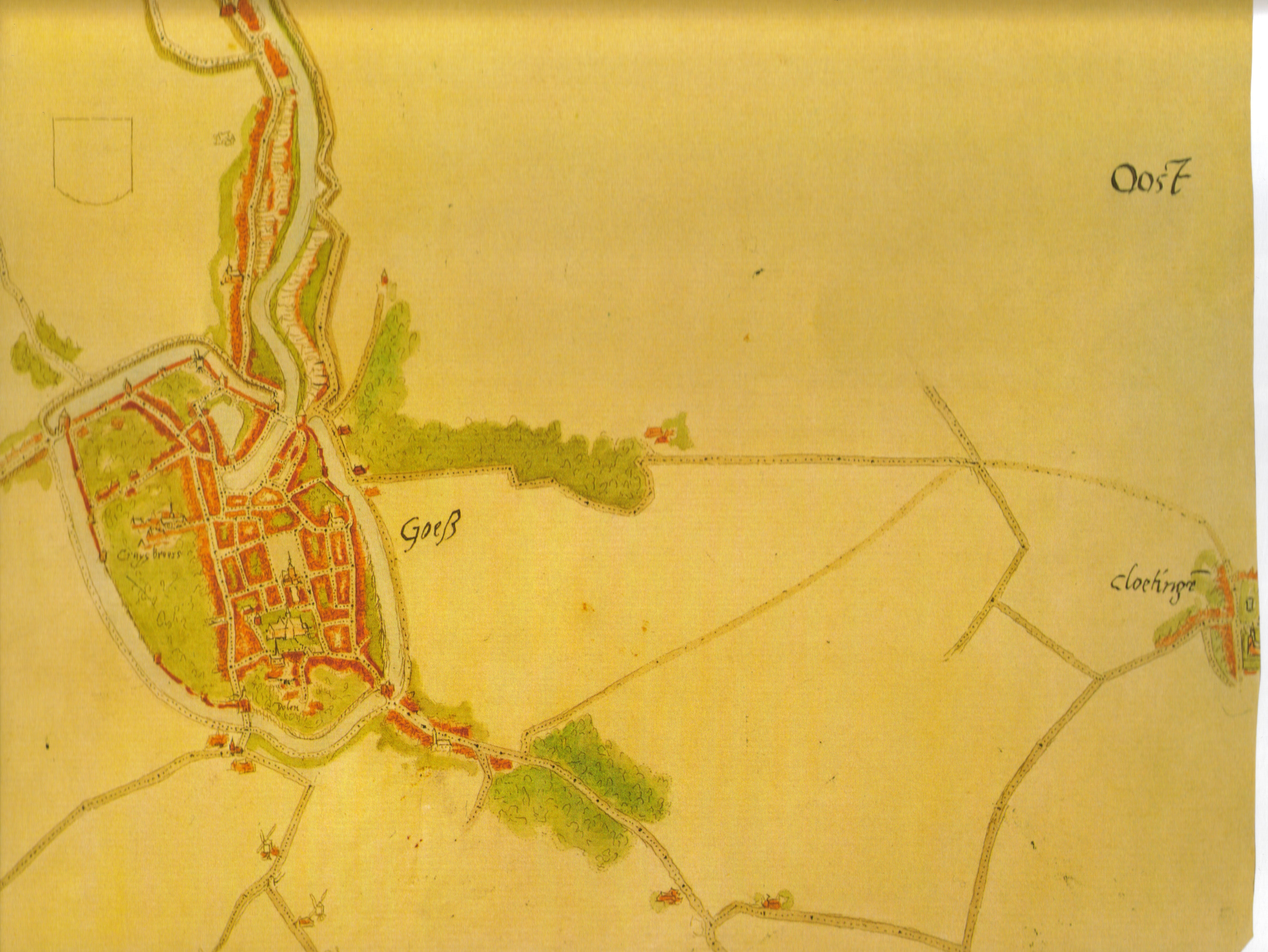
Goes en Kloetinge, 1566, detail minuut
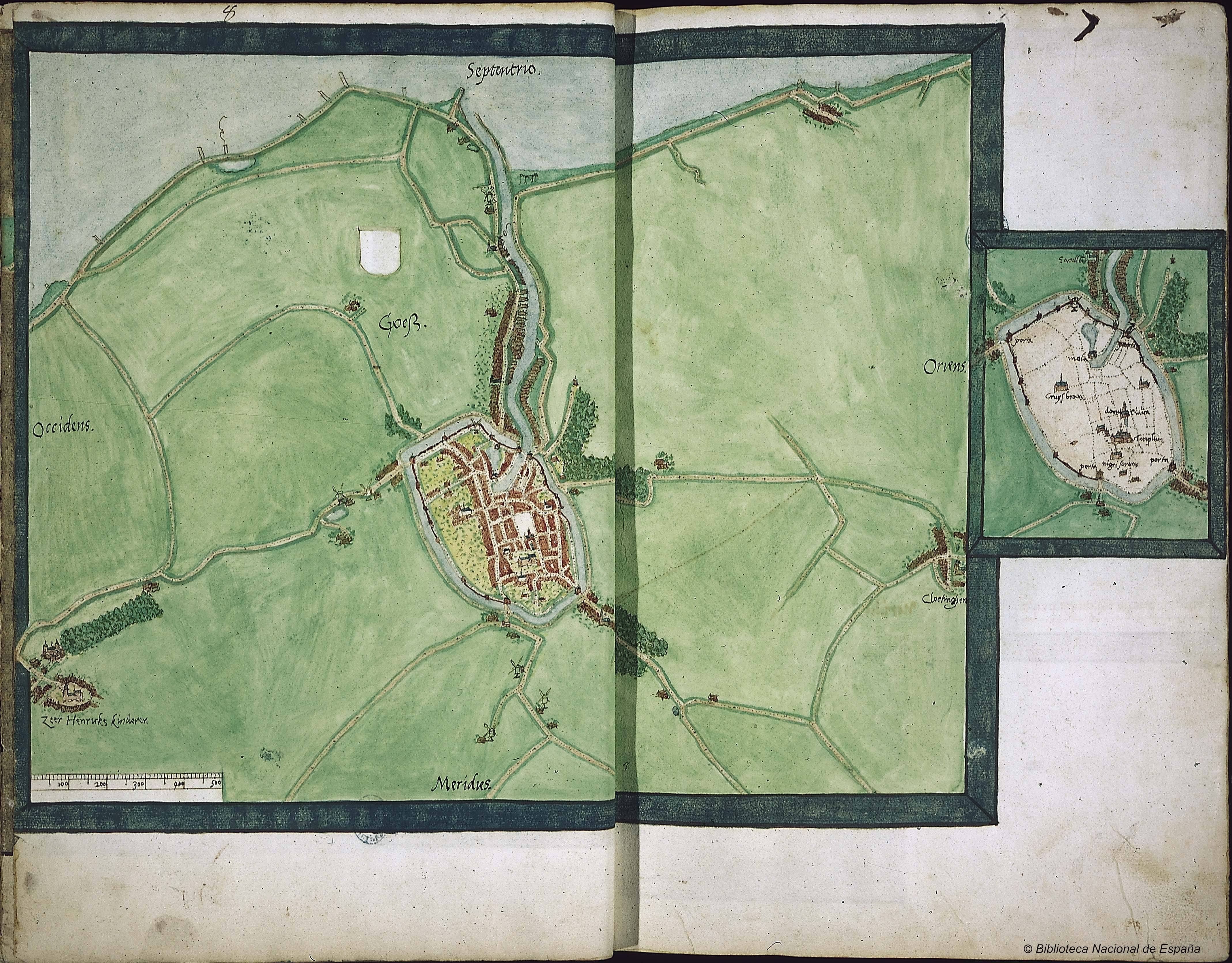
Goes, 1566, netkaart en bijkaartje
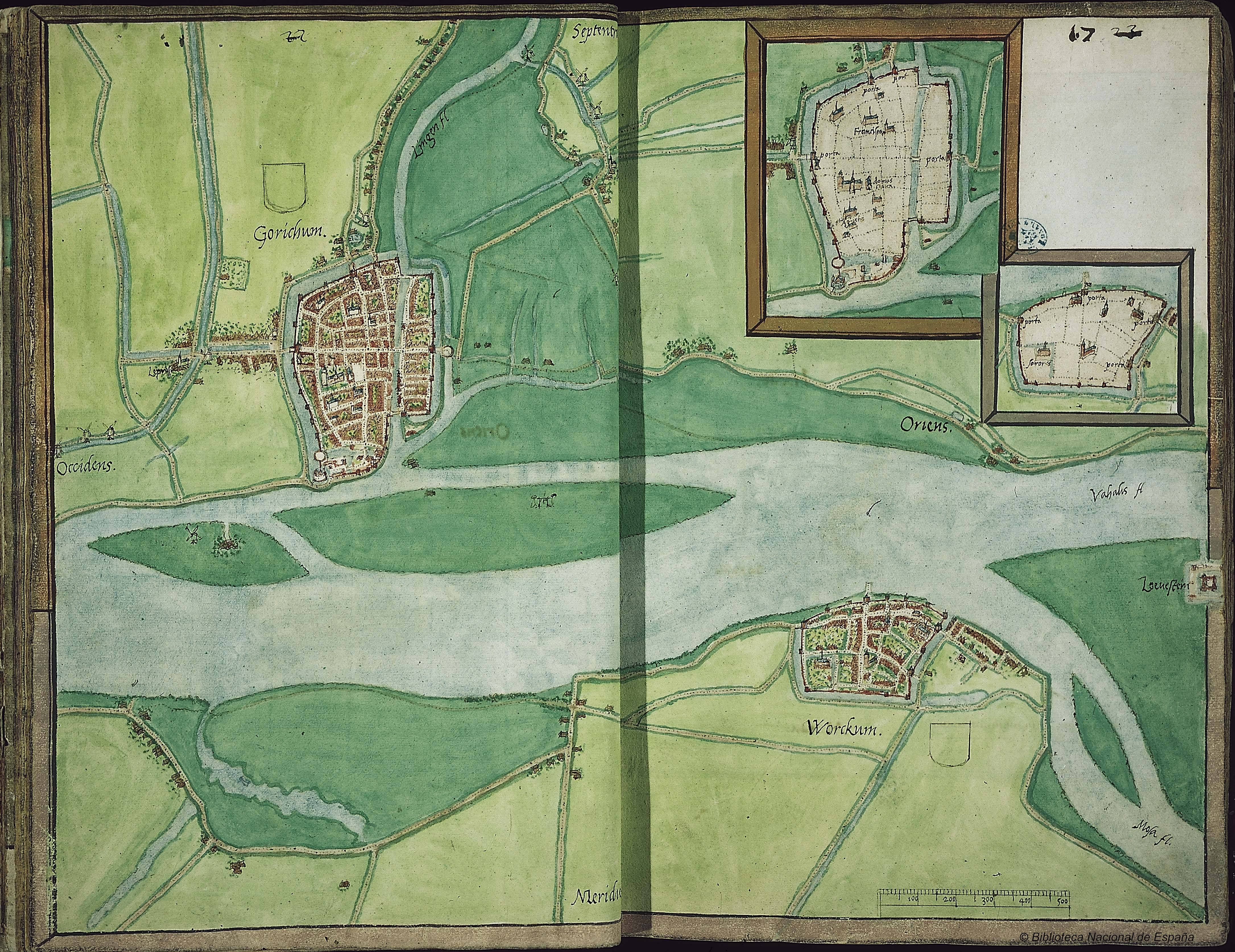
Gorinchem en Woudrichem, 1545
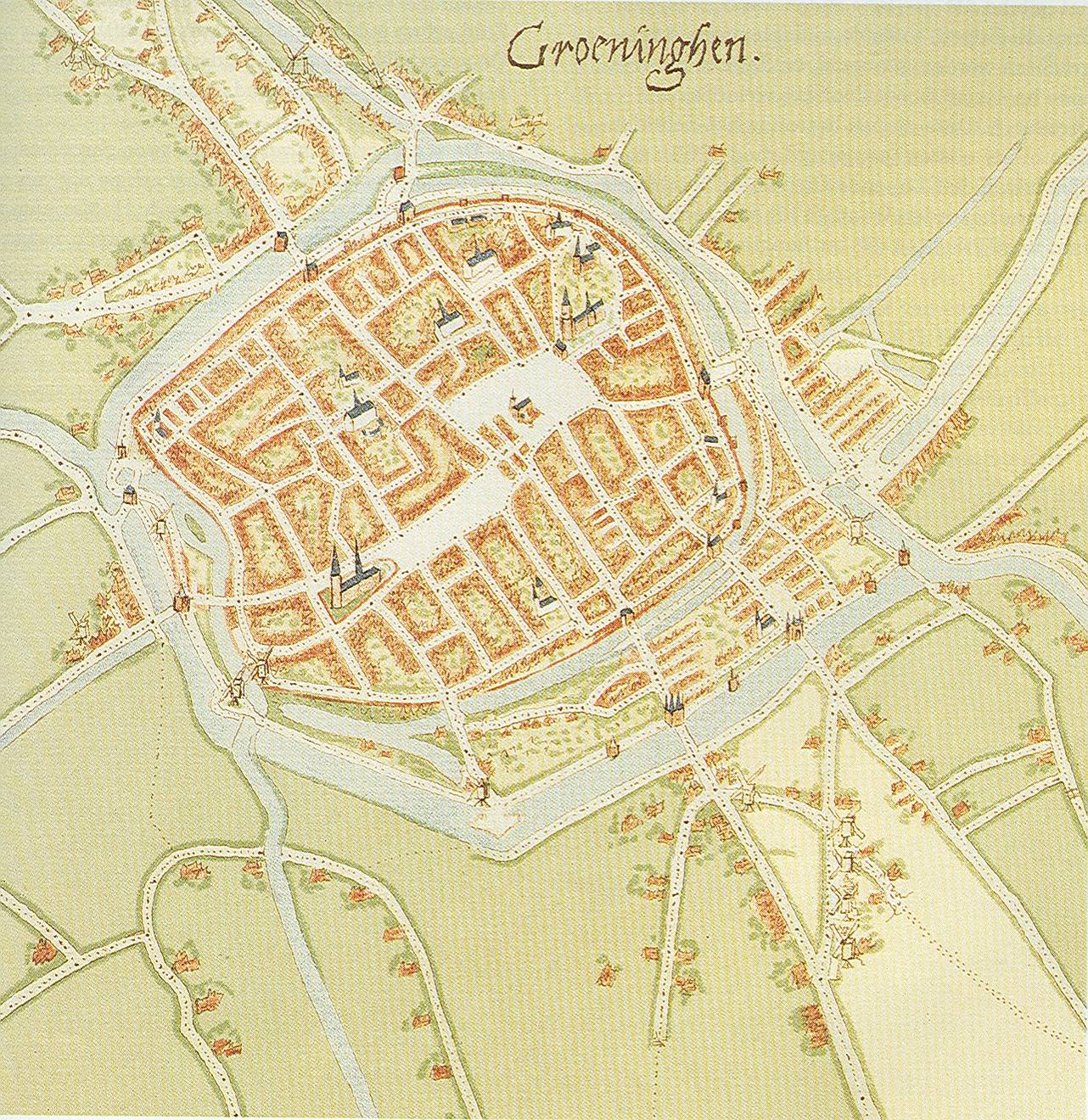
Groningen, 1565
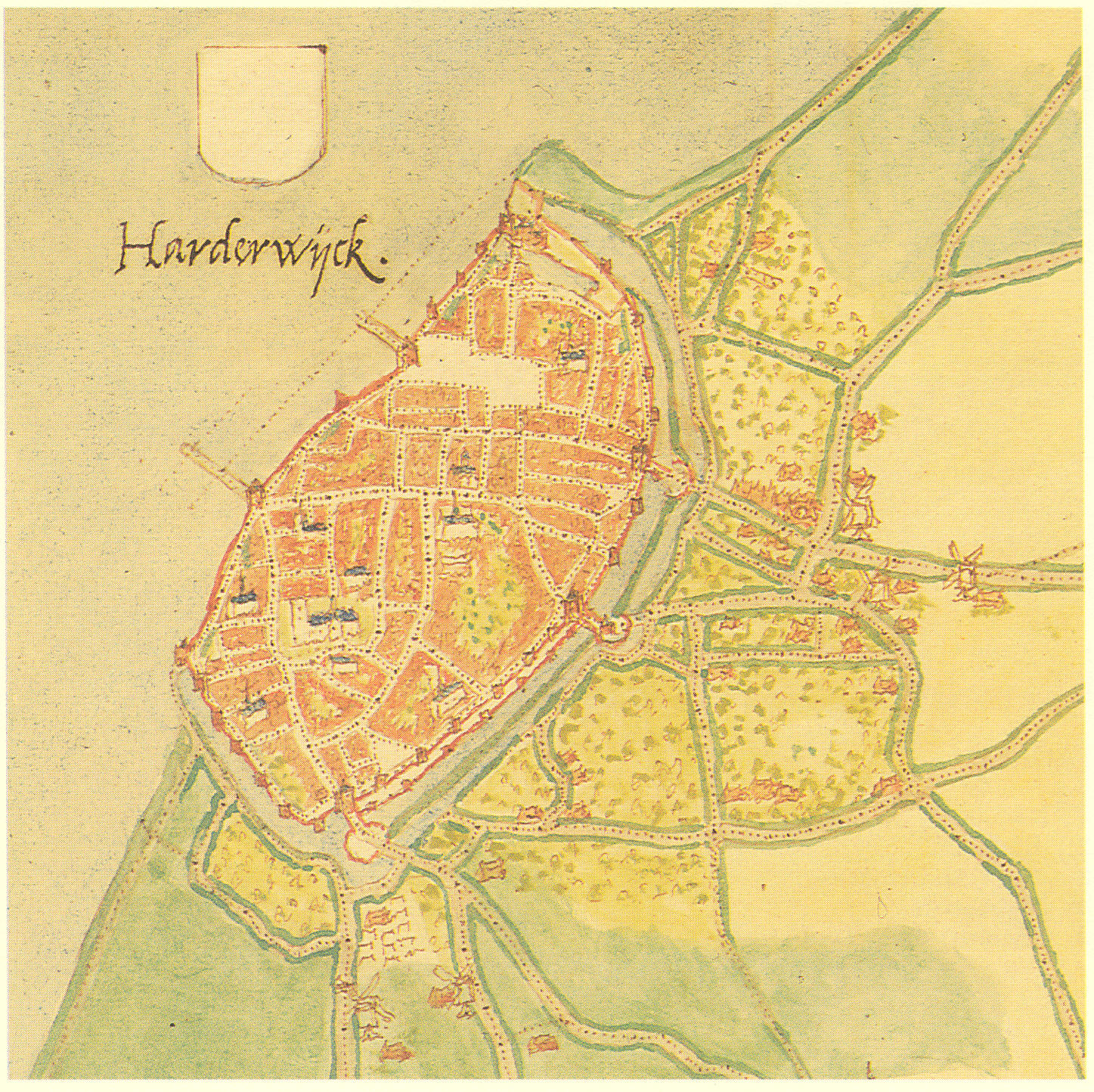
Harderwijk, tussen 1559 en 1575
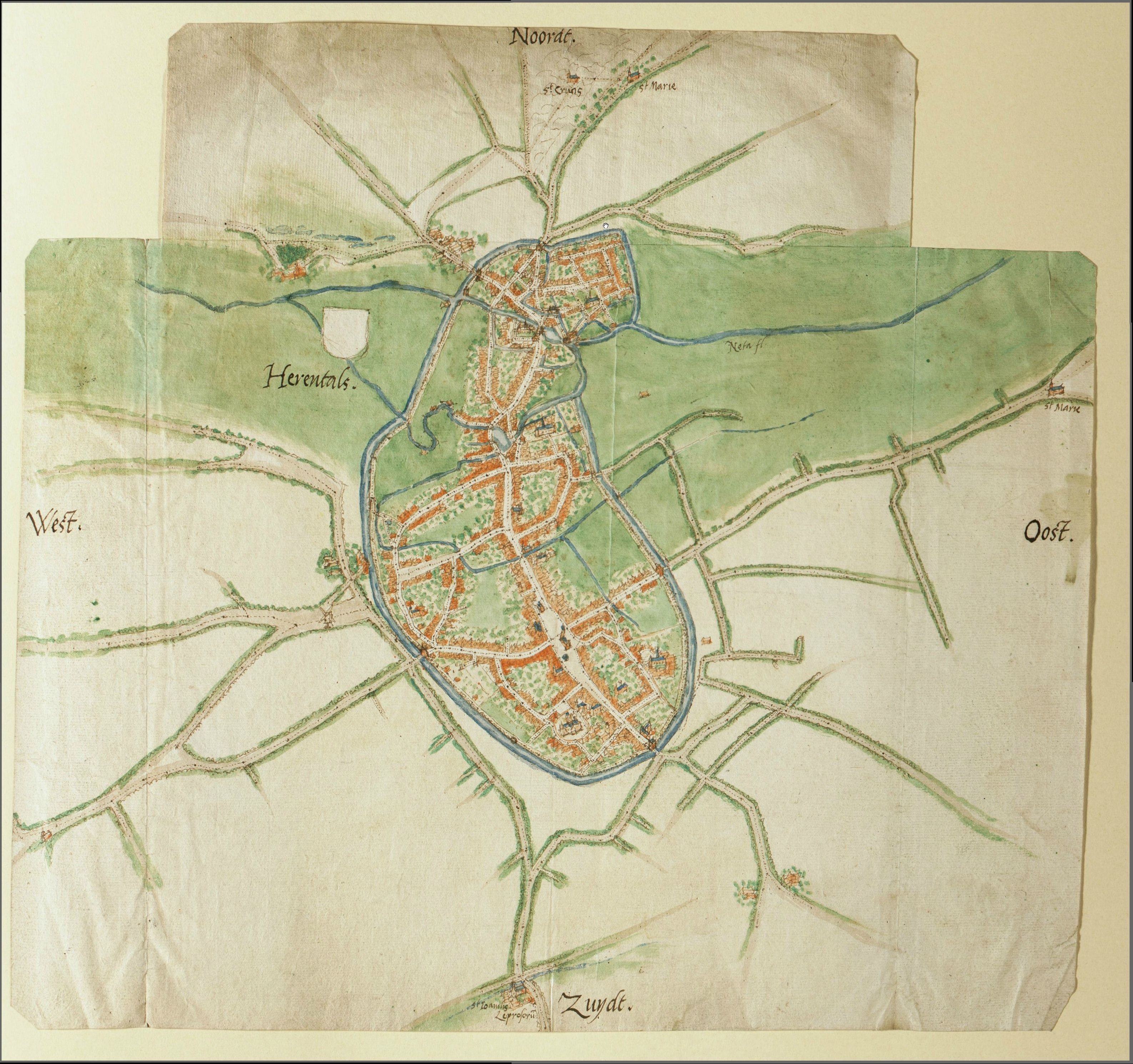
Herentals
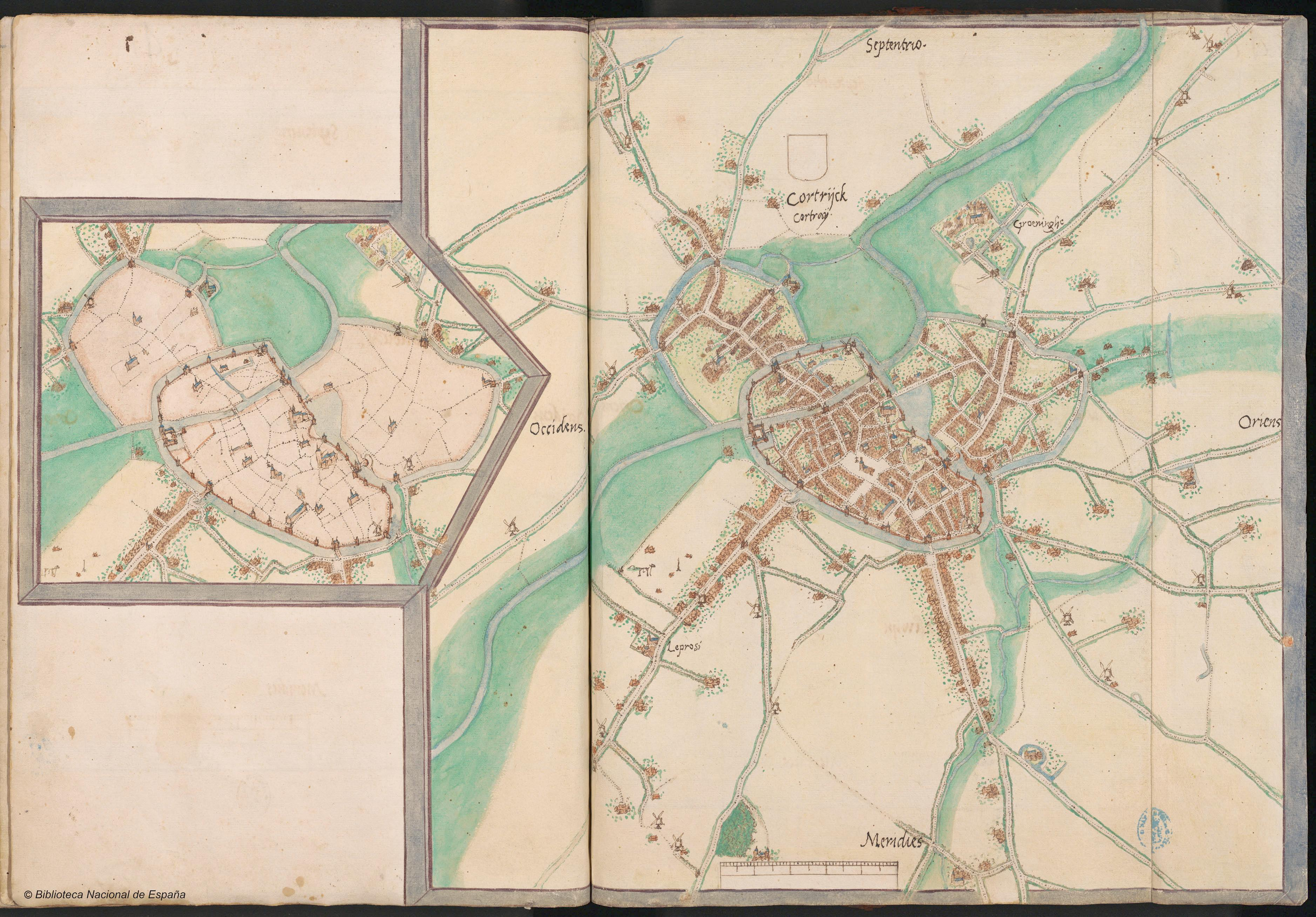
Kortrijk
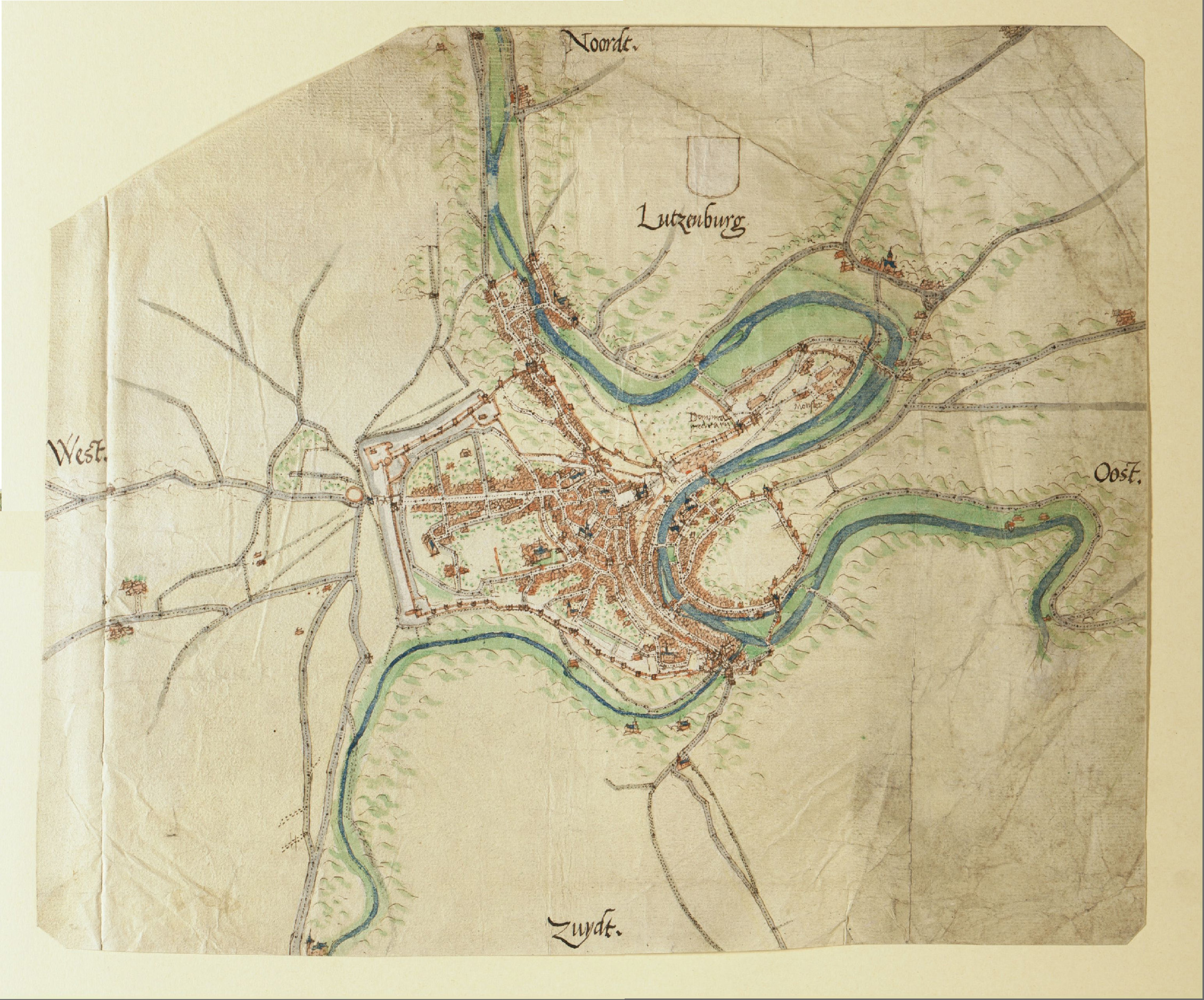
Luxemburg, tussen 1550 en 1565
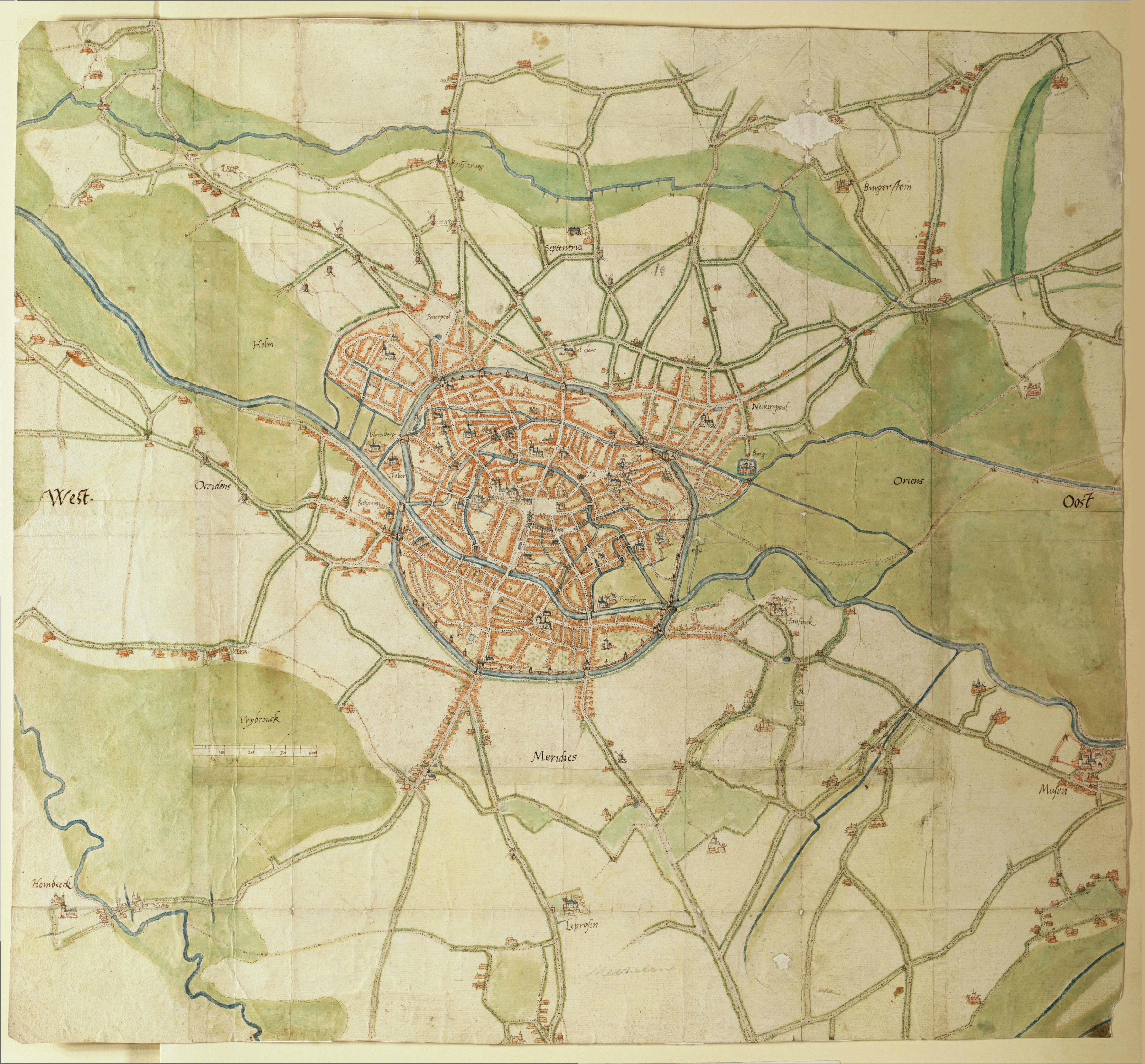
Mechelen, 1550
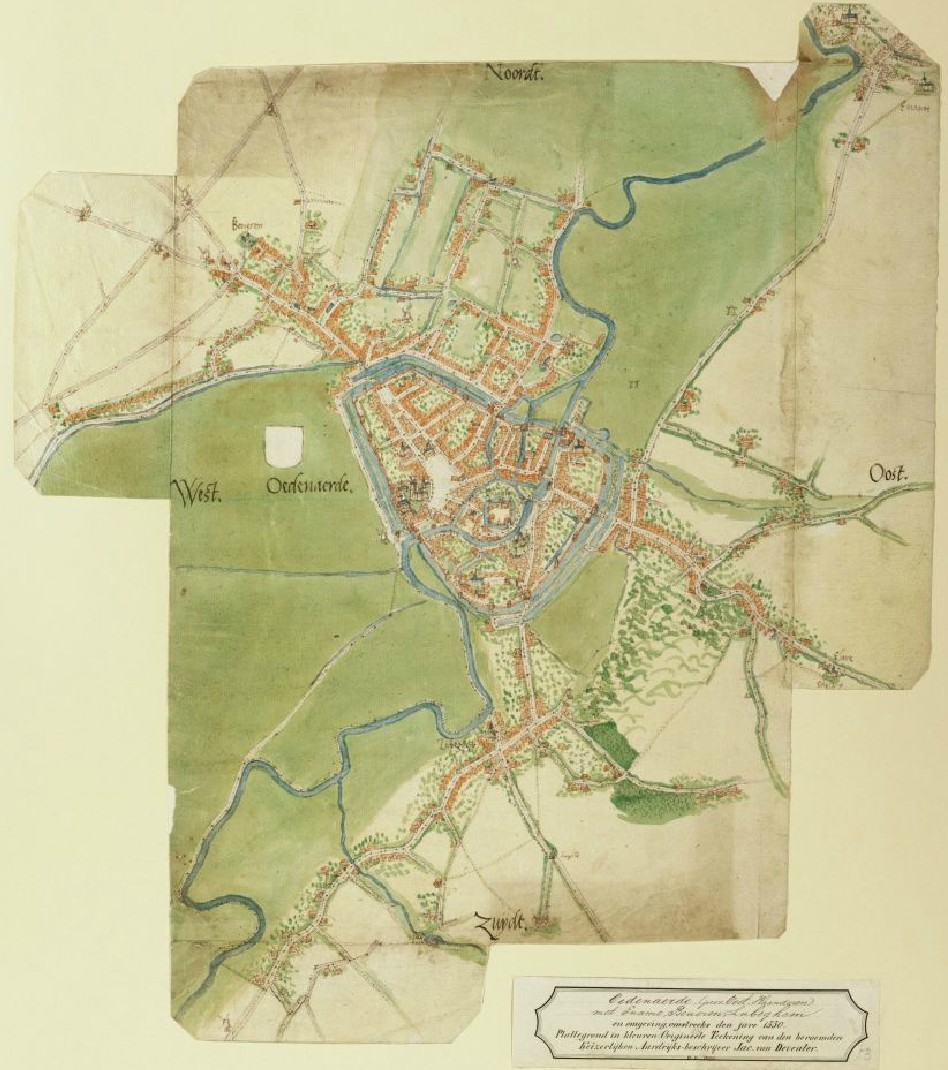
Oudenaarde 1563, minuut
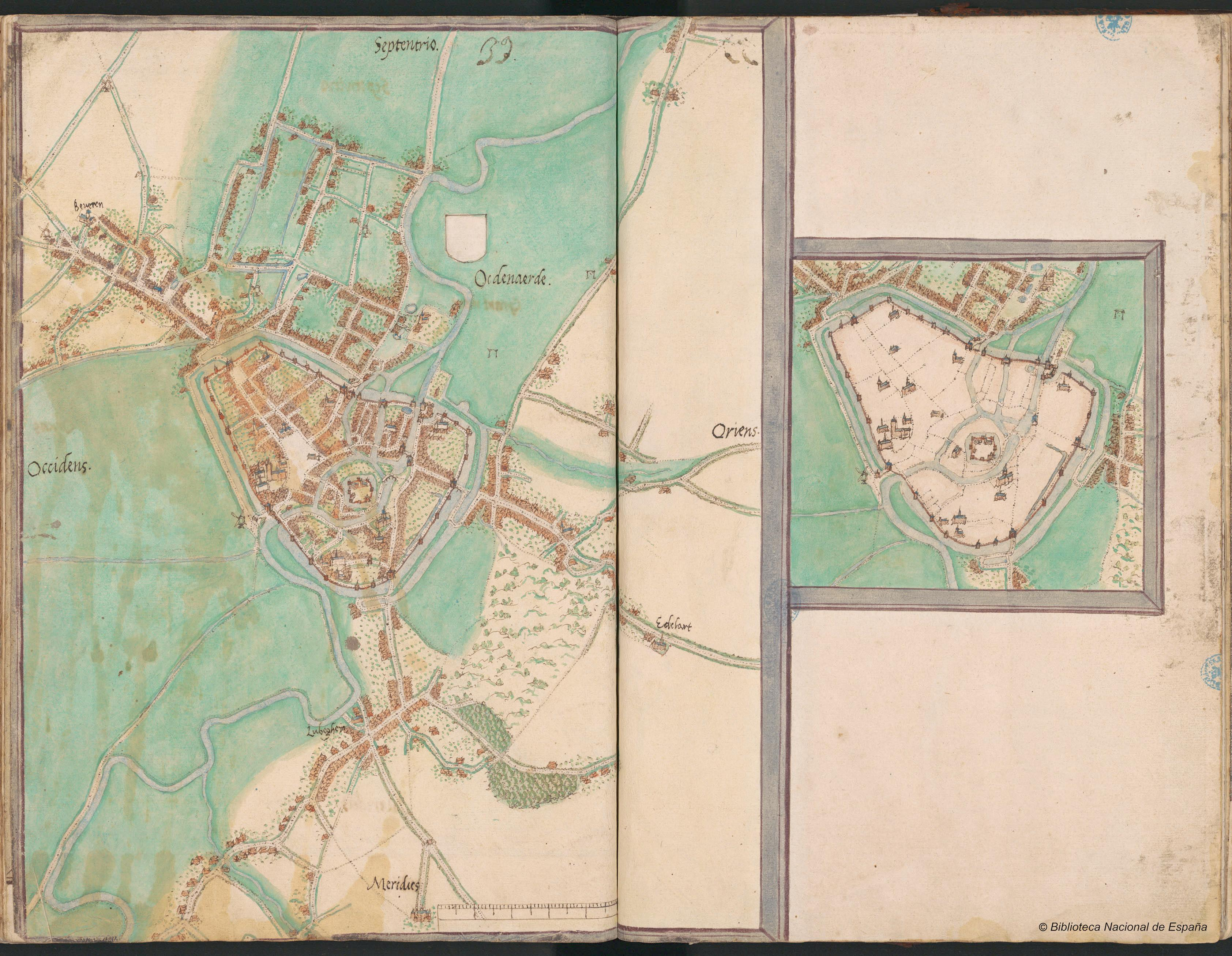
Oudenaarde 1564, netkaart en bijkaartje
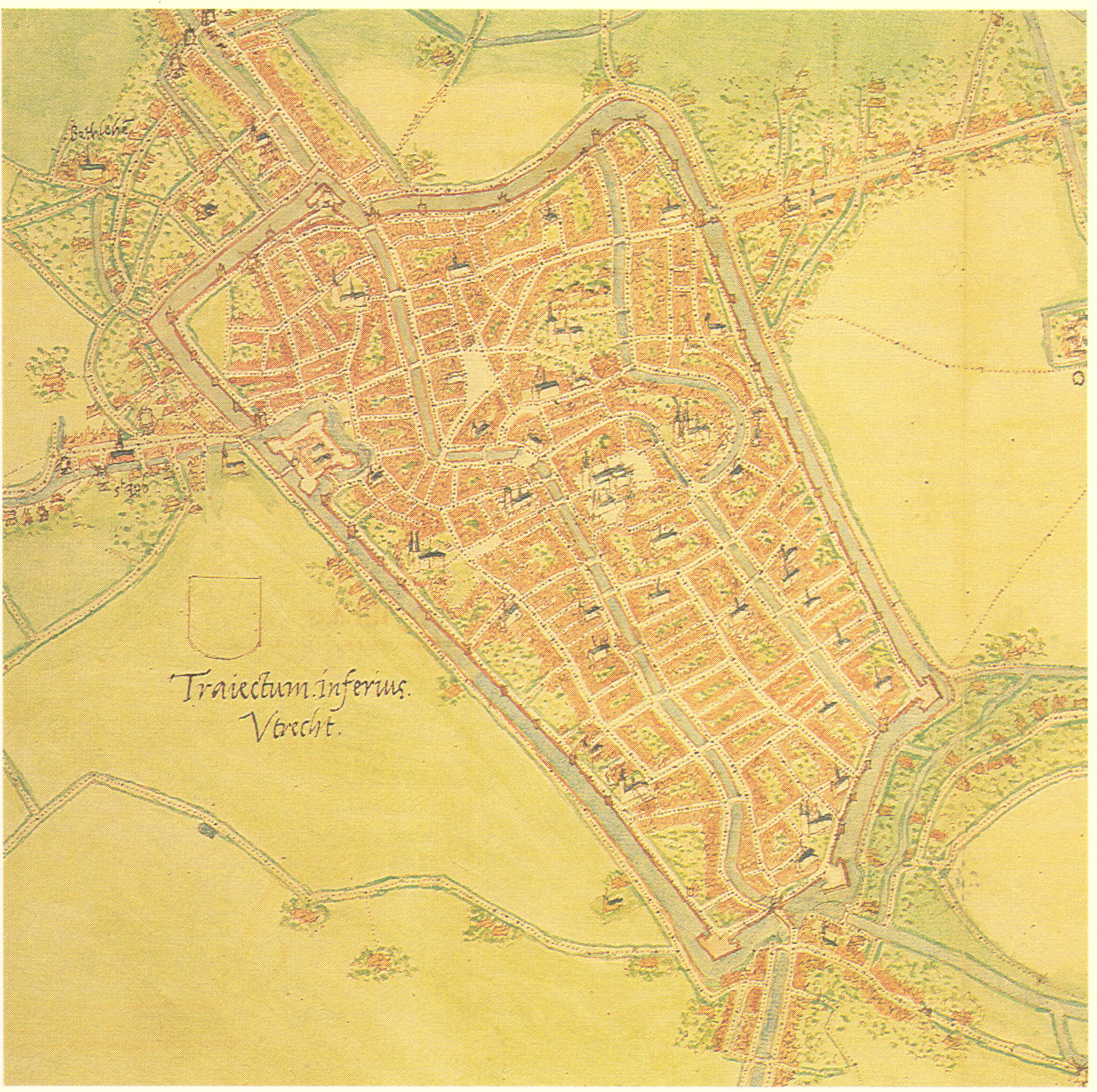
Utrecht, tussen 1565 en 1570
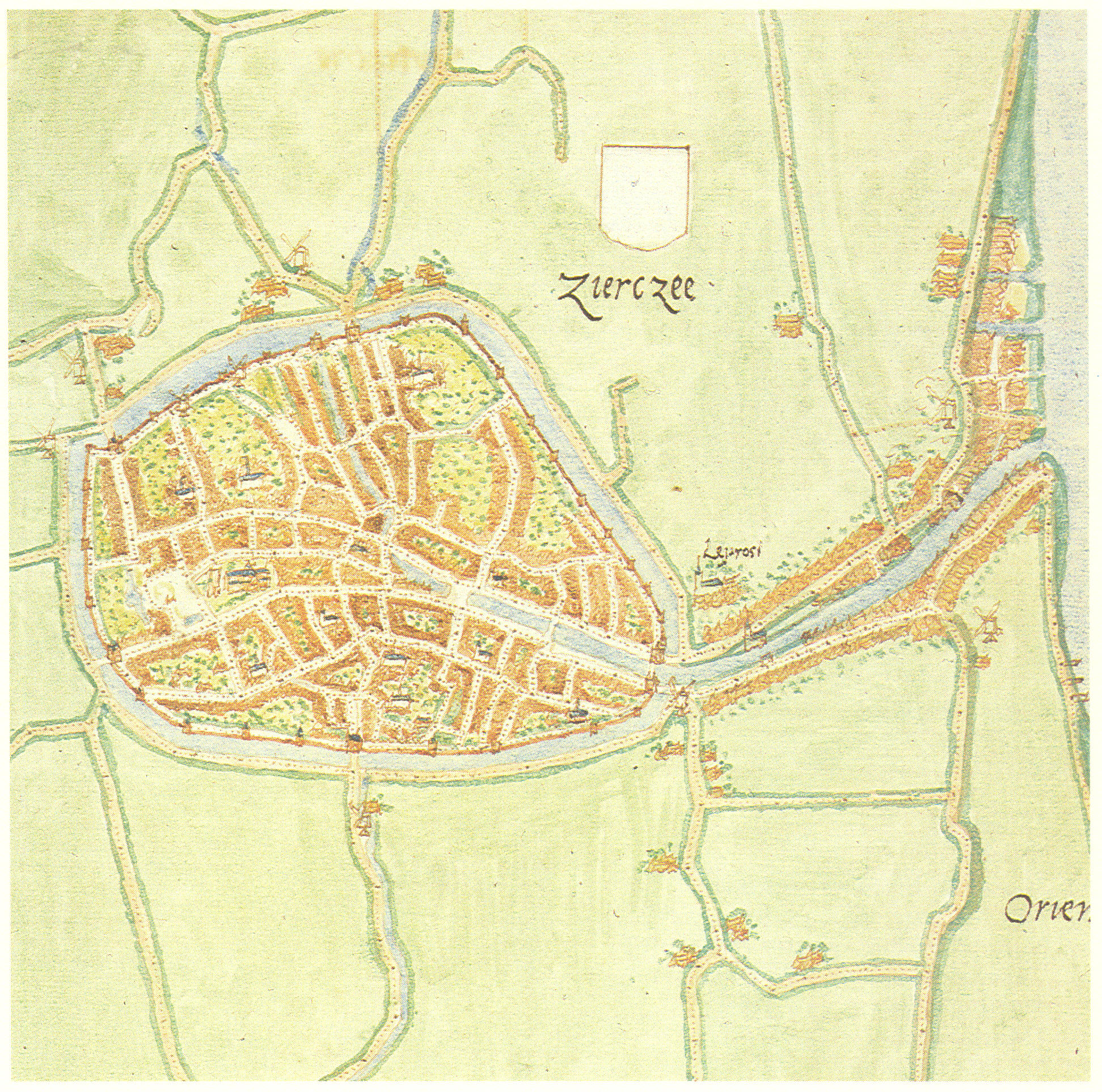
Zierikzee, 1560
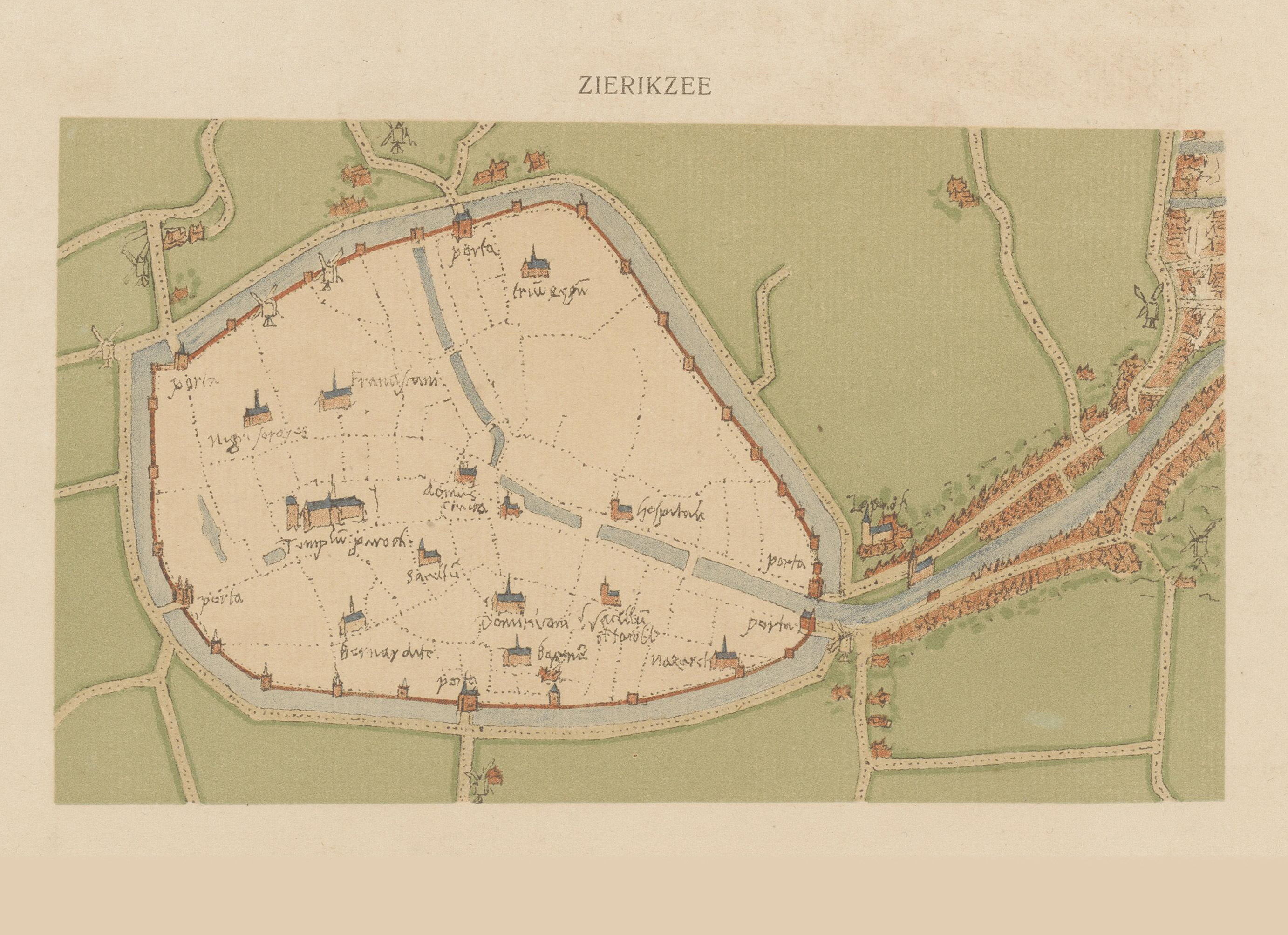
Zierikzee, 1566, bijkaartje